# Сборная Болгарии по регбилиг
Сборная Болгарии по регбилиг — национальная спортивная команда Болгарии, выступающая в международных соревнованиях по регбилиг. Соревнуется в Балканском кубке. Управляет сборной Болгарская федерация регбилиг, президентом которой является Тихомир Симеонов.

## Краткая история
В Болгарии более популярным всегда было традиционное регби-15, сборная по которому появилась в 1963 году. 10 сентября 2016 года в Софии прошёл первый регбилиг-матч между командами «Локомотив» (София) и «Раднички» (Ниш, Сербия). Предсказуемо победу одержали более опытные сербы со счётом 44:16, а болгары занесли три попытки. Болгарские клубы в настоящее время участвуют в розыгрыше Балканской Суперлиги.
Участие сборной Болгарии в международных матчах стало возможным в октябре 2017 года после розыгрыша Балканского кубка с участием Болгарии и Греции. В обоих матчах болгары проиграли сначала грекам 6 октября со счётом 8:68, а потом сербам 8 октября со счётом 20:50.
14 июня 2018 года сборная Болгарии понесла страшную потерю: на тренировке московского ЦСКА от сердечного приступа скончался Георгий Коцев. В связи с трагедией матч между командами Чехии и Норвегии в отборе на ЧМ-2021 начался с минуты молчания.

## Заявка на первый матч против Греции
Участники встречи 6 октября 2017 года
| Имя               | Клуб              |
| ----------------- | ----------------- |
| Владислав Паризов | Локомотив (София) |
| Тихомир Симеонов  | Локомотив (София) |
| Геворг Каспарян   | Локомотив (София) |
| Павел Благоев     | Локомотив (София) |
| Себастьян Таджер  | Локомотив (София) |
| Денис Иванов      | Локомотив (София) |
| Милен Николов     | Локомотив (София) |
| Христиан Георгиев | Локомотив (София) |
| Ивайло Крыстанов  | Локомотив (София) |
| Николай Божилов   | Локомотив (София) |
| Мартин Христов    | Локомотив (София) |
| Димитр Чанев      | Локомотив (София) |
| Христо Георгиев   | Локомотив (София) |
| Георгий Коцев     | ЦСКА (Москва)     |
| Антонио Иванов    | Валяците (Перник) |
| Стефан Аврамов    | Валяците (Перник) |
| Стефан Миленов    | Валяците (Перник) |